# Ciclismo nos Jogos Pan-Americanos de 2019 - Velocidade por equipes feminino
A competição de velocidade por equipes feminino foi um dos eventos do ciclismo nos Jogos Pan-Americanos de 2019, em Lima. Foi disputada no Velódromo de la Villa Deportiva Nacional no dia 1 de agosto.

## Calendário
Horário local (UTC-5).
| Data        | Horário | Fase         |
| ----------- | ------- | ------------ |
| 1 de agosto | 12:30   | Qualificação |
| 1 de agosto | 19:17   | Final        |

## Medalhistas
| Ouro   | MEX Jessica Valles Luz González   |
| Prata  | CAN Kelsey Mitchell Amelia Walsh  |
| Bronze | COL Martha Bayona Juliana Gaviria |

## Recordes
Recordes mundial e pan-americano antes da disputa dos Jogos Pan-Americanos de 2019.
| Tipo                             | Atleta | Tempo  | Local         | Data                    |
| -------------------------------- | ------ | ------ | ------------- | ----------------------- |
|                                  | China  | 32.034 | Saint-Quentin | 18 de fevereiro de 2015 |
| Recorde dos Jogos Pan-Americanos | Canadá | 33.584 | Toronto       | 16 de julho de 2015     |

## Resultados

### Qualificação
| Colocação | Nacionalidade | Ciclista                         | Tempo  | Notas |
| --------- | ------------- | -------------------------------- | ------ | ----- |
| 1         | MEX México    | Jessica Valles Luz González      | 33.759 | Q     |
| 2         | CAN Canadá    | Kelsey Mitchell Amelia Walsh     | 34.189 | Q     |
| 3         | COL Colômbia  | Martha Bayona Juliana Gaviria    | 34.437 | Q     |
| 4         | ARG Argentina | Mariana Díaz Natalia Vera        | 36.609 | Q     |
| 5         | ECU Equador   | Katheryne Sevilla Genesis Tarira | 37.482 |       |
| 6         | PER Peru      | Ghillma Flores Estephany Vilchez | 38.830 |       |

### Final

#### Disputa pelo bronze
| Colocação         | Nacionalidade | Ciclista                      | Tempo  | Notas |
| ----------------- | ------------- | ----------------------------- | ------ | ----- |
| Medalha de bronze | COL Colômbia  | Martha Bayona Juliana Gaviria | 34.313 |       |
| 4                 | ARG Argentina | Mariana Díaz Natalia Vera     | 35.983 |       |

#### Disputa pelo ouro
| Colocação        | Nacionalidade | Ciclista                     | Tempo  | Notas                            |
| ---------------- | ------------- | ---------------------------- | ------ | -------------------------------- |
| Medalha de ouro  | MEX México    | Jessica Valles Luz González  | 33.424 | Recorde dos Jogos Pan-Americanos |
| Medalha de prata | CAN Canadá    | Kelsey Mitchell Amelia Walsh | 34.096 |                                  |

Legenda
| Recorde mundial                  | Recorde mundial (World record)               |                       | Recorde africano                      | Recorde africano (African) |                                           | Q | Classificado por posição (Qualified) |
| Recorde dos Jogos Pan-Americanos | Recorde pan-americano (Pan-American record)  | Recorde da América    | Recorde da América (Americas)         | q                          | Classificado por melhor tempo (Qualified) |   |                                      |
| Melhor marca do ano              | Melhor marca do ano (World leading)          | Recorde asiático      | Recorde asiático (Asian)              | DNS                        | Não largou (Did not start)                |   |                                      |
| Recorde nacional                 | Recorde nacional (National record)           | Recorde europeu       | Recorde europeu (European)            | DNF                        | Não terminou (Did not finish)             |   |                                      |
| Recorde pessoal                  | Recorde pessoal do atleta (Personal best)    | Recorde da Oceania    | Recorde da Oceania (Oceania)          | DSQ / DQ                   | Desclassificado (Disqualified)            |   |                                      |
| Recorde da temporada             | Recorde da temporada do atleta (Season best) | Recorde sul-americano | Recorde sul-americano (South America) | NM                         | Sem marca (No mark)                       |   |                                      |